# São Martinho (Rio Grande do Sul)
São Martinho is een gemeente in de Braziliaanse deelstaat Rio Grande do Sul. De gemeente telt 5.910 inwoners (schatting 2009).